# Rhaphitelus maculatus
Rhaphitelus maculatus är en stekelart som beskrevs av Walker 1834. Rhaphitelus maculatus ingår i släktet Rhaphitelus och familjen puppglanssteklar. Arten är reproducerande i Sverige. Inga underarter finns listade i Catalogue of Life.